# Aripe
Aripe es un pequeño caserío situado en la parte alta del municipio de Guía de Isora y localizado a un kilómetro del casco urbano de Guía, en la isla de Tenerife —Canarias, España—. 
A una altitud superior a los 750 metros sobre el nivel del mar, sobre una colada y cercano a Chirche.
El Caserío de Aripe junto con Chirche, forma parte del patrimonio Histórico de Canarias, gracias al conjunto de inmuebles de gran valor histórico, etnográfico y arquitectónico que se encuentran en el lugar. 
Podemos destacar unas manifestaciones rupestres, los denominados "grabados de Aripe" (primeras manifestaciones rupestres conocidas y publicadas en Tenerife).
Su escuadre natural muestra un paisaje agreste dominado por malpaíses lávicos relativamente recientes y materiales basálticos más antiguos de las Series II y III. La orografía aparece dominada por una red de barrancos que confluye junto al núcleo de Chirche, para dar origen al Barranco de Guía. Las apropiadas condiciones climáticas y la fertilidad de unos suelos fertilizados justifican la importante actividad agrícola desarrollada históricamente en esta zona, basada en cultivos de secano y frutales. Las tuneras y almendros que bañan el paisaje se vinculan a explotaciones más recientes de mediados del siglo XIX.
En Aripe se localiza el centro de distribución de aguas del municipio. 

## Demografía
| 2000 | 2001 | 2002 | 2003 | 2004 | 2005 | 2006 | 2007 | 2008 | 2009 | 2010 | 2011 | 2012 | 2013 | 2018 |
| ---- | ---- | ---- | ---- | ---- | ---- | ---- | ---- | ---- | ---- | ---- | ---- | ---- | ---- | ---- |
| 78   | 81   | 71   | 76   | 85   | 82   | 80   | 81   | 82   | 86   | 87   | 86   | 86   | 86   | 101  |

## Agricultura
Su actividad estuvo basada en el secano, cultivándose cereales y almendros. A pesar de la proximidad a Guía de Isora, no posee mucha población.

## Comunicaciones

### Transporte público
En autobús —guagua— queda conectado mediante las siguientes líneas de Titsa: 
| Línea | Trayecto                                     | Recorrido     |
| ----- | -------------------------------------------- | ------------- |
| 417   | Los Cristianos-Guía de Isora-por Costa Adeje | Horario/Línea |

## Fiestas
Se celebran en el día de San Pedro el 29 de junio, patrón del barrio que junto a la Virgen del Carmen, salen en procesión durante la celebración de las fiestas.

## Galería

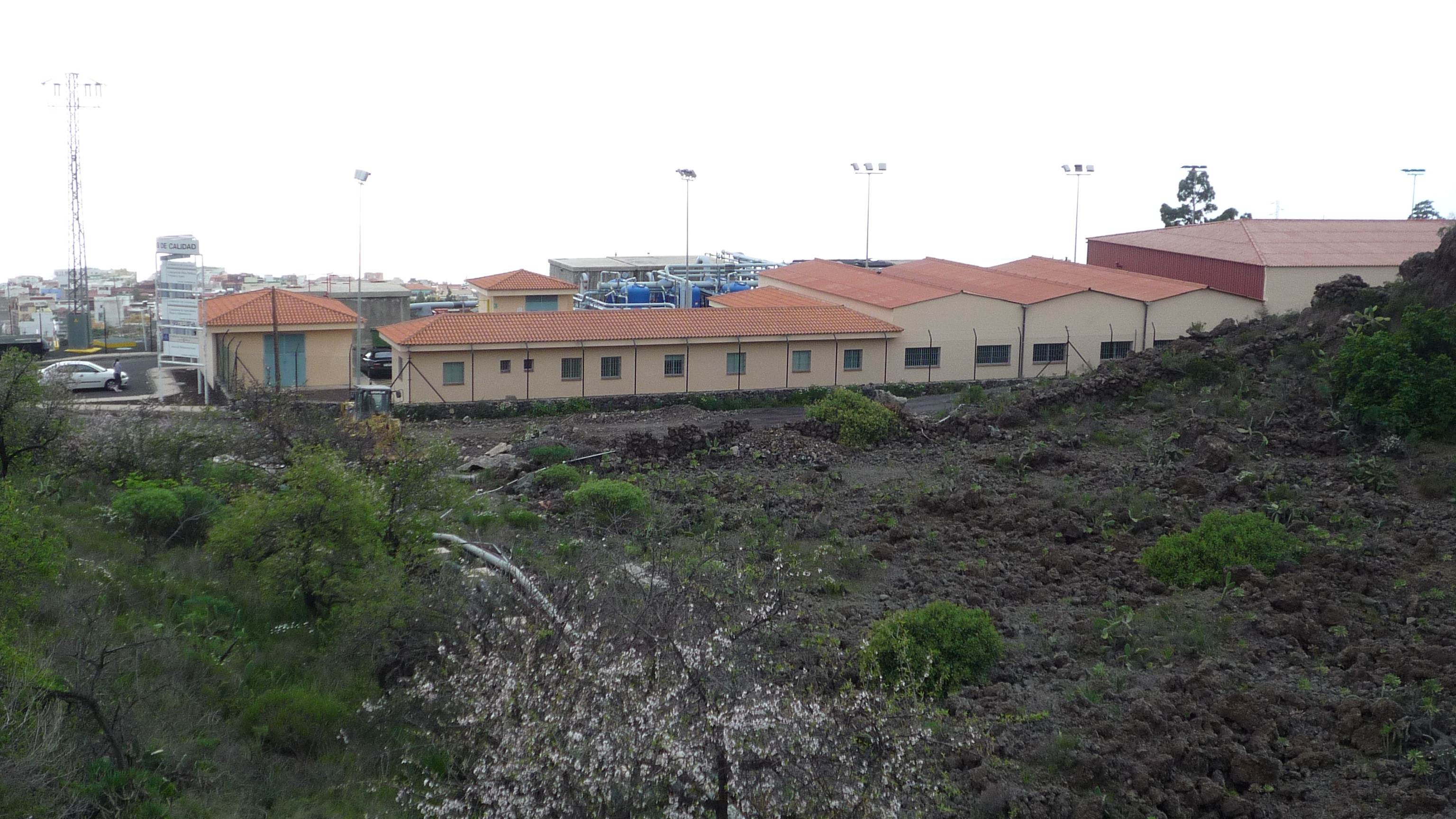
Estaciones Desaladoras de Aguas Salobres de Aripe.
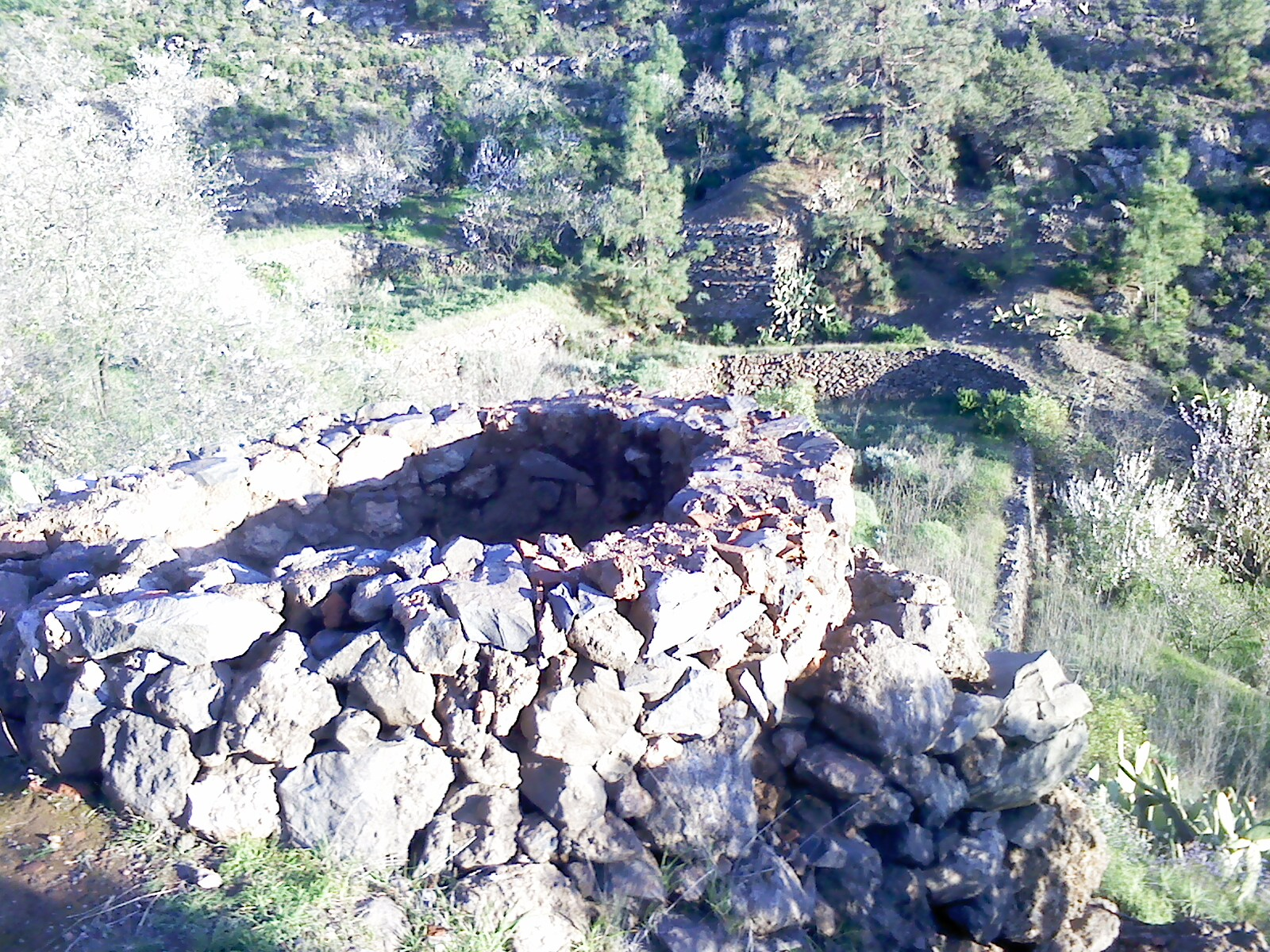
Hornos de Teja